# Catedral basílica de Nuestra Señora de la Altagracia (Higüey)

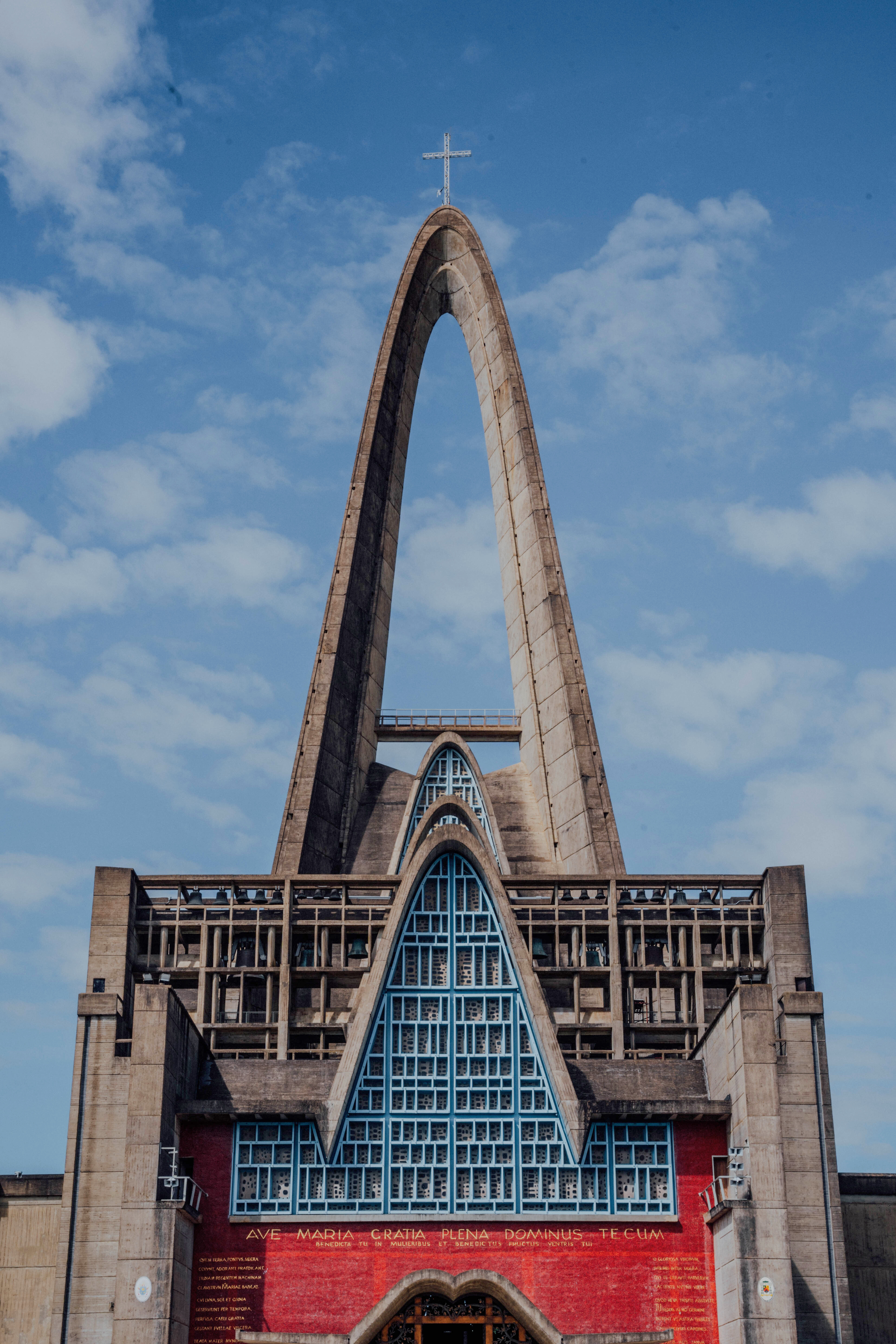

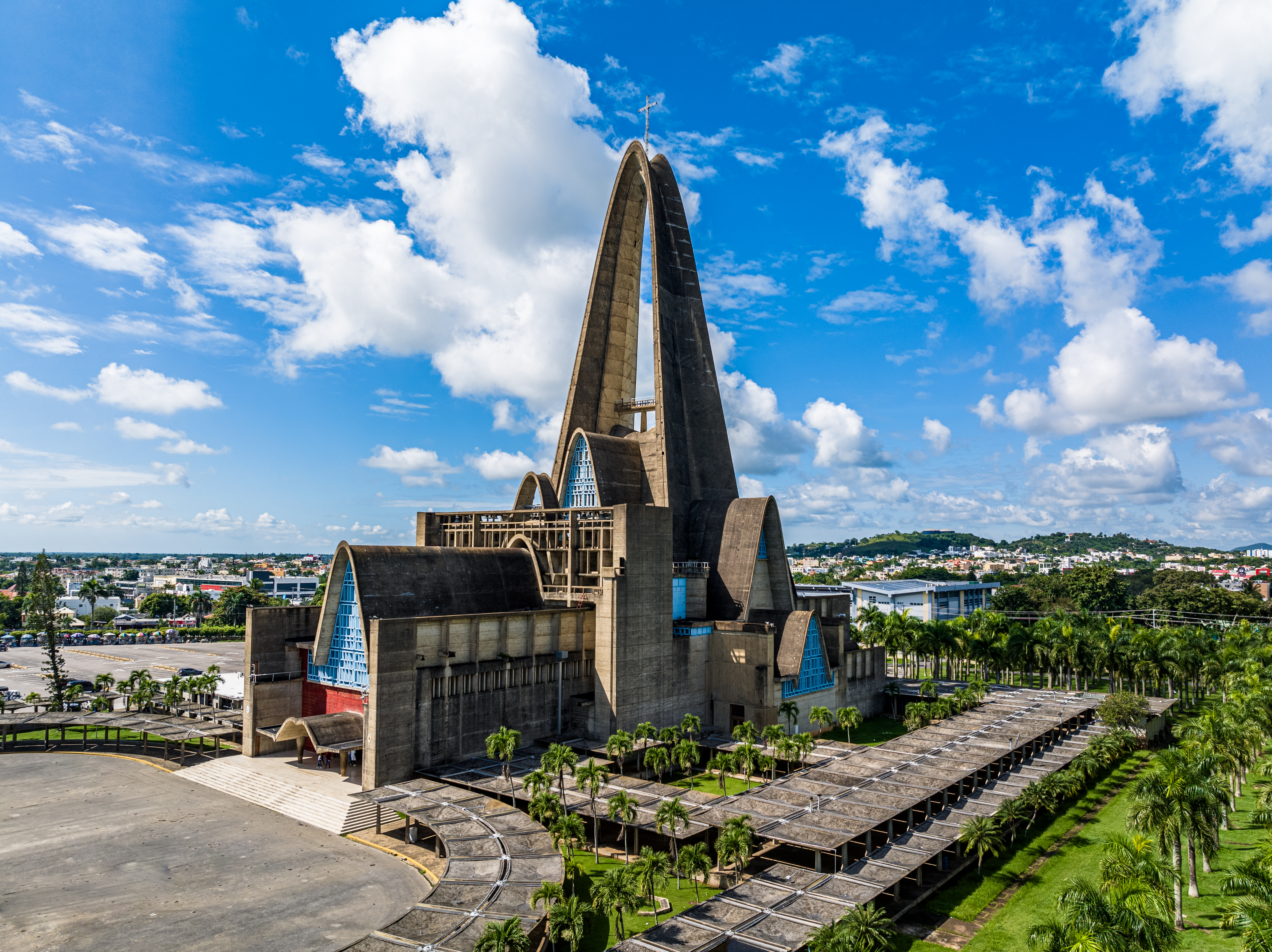
Basílica de Nuestra Señora de la Altagracia.

La basílica de Higüey, cuyo nombre oficial es basílica catedral de Nuestra Señora de la Altagracia, es un santuario católico de Salvaleón de Higüey, República Dominicana. Es la catedral de la diócesis de Nuestra Señora de la Altagracia en Higüey y uno de los santuarios más concurridos del Caribe.
En un principio se pensaba que la advocación procedía del pueblo español de Garrovillas de Alconétar (Cáceres), aunque se comprobó posteriormente que procedía de Siruela, Badajoz, Extremadura, con la visita del obispo de Higüey a dicha localidad. Ambas poblaciones tienen a la Virgen de Altagracia como patrona y sendas ermitas dedicadas a ella. Otro dato que apunta a la región extremeña es que Nicolás de Ovando nació en Brozas (distante 10 kilómetros de Garrovillas) y además ejerció el cargo de comendador de Lares (distante 11 kilómetros de Siruela) antes de llegar a La Española como gobernador de las Indias en 1502.

## Historia
La obra de la basílica de Higüey o de Nuestra Señora de la Altagracia, fue construida por los arquitectos franceses André-Jacques Dunoyer de Segonzac, Pierre Dupré y Pierre Domino, los cuales fueron elegidos a través de un concurso internacional anunciado en 1947, pero se llevó a cabo en 1949, en la cual fue elegida la propuesta de los arquitectos ya mencionados.
La Basílica fue construida para reemplazar un antiguo santuario, en donde apareció La Altagracia, el cual data de 1572. La Basílica se comenzó a construir en 1954, por órdenes del primer obispo de Higüey, Monseñor Juan Félix Pepén, la cual duró 17 años para su construcción.

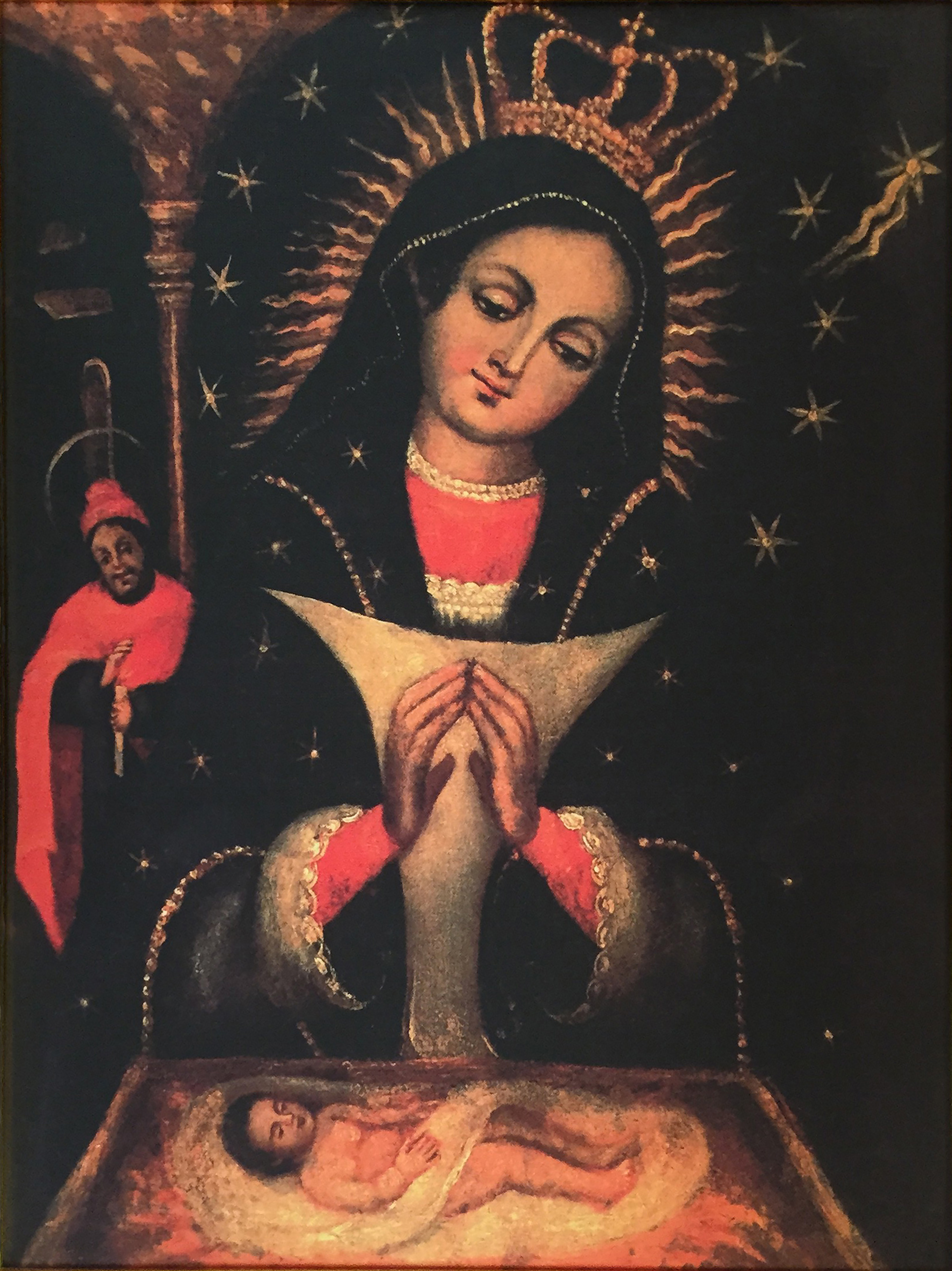
Nuestra Señora de la Altagracia.

El 21 de enero de 1971 el presidente Joaquín Balaguer inauguró la basílica. El 12 de octubre del mismo año, es declarada Monumento Dominicano, y el 17 de octubre del mismo año Pablo VI la declara como basílica menor. Dos años después, el 15 de agosto de 1973 se convierte en catedral de la diócesis de Nuestra Señora de la Altagracia en Higüey, por mandato apostólico.
La basílica fue construida en el centro de la ciudad, con una estructura en forma de cruz latina, la puerta principal está hecha de bronce con un baño de oro de 24 quilates, además tiene un campanario de 45 campanas de bronce. El detalle más notable de su arquitectura son los arcos alargados, que representan la figura de Nuestra Señora de la Altagracia con sus manos en actitud de oración. En el tope del arco más alto había originalmente una cruz, que presumiblemente fue arrancada por el huracán David. Desde entonces permaneció sin aquel símbolo, hasta que en 2014 que fue remplazada por otra cruz.
Desde Roma, la basílica fue bendecida por el mismo papa Juan Pablo II y el 12 de octubre de 1992, en su segunda visita al país, Juan Pablo II coronó la imagen de La Altagracia con una diadema de plata sobredorada.
Es uno de los santuarios más visitados de América Latina. En la Basílica se encuentra la imagen de La Altagracia, la cual fue la primera evangelizadora de América y el Nuevo Mundo.